# 杏花村遗址
杏花村遗址，位于山西省吕梁市汾阳市杏花镇东堡，是中华人民共和国山西省文物保护单位之一。
1986年8月18日，授予山西省文物保护单位，是一座古遗址。